# 東村山市

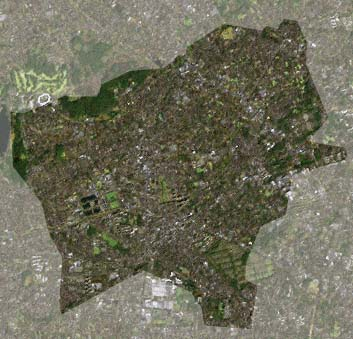
市域のランドサット衛星写真

東村山市（ひがしむらやまし）は、東京都の多摩地域北部にある市。
人口は約15万人。高田馬場駅まで西武新宿線で最短21分（特急等）という地の利から、ベッドタウンとして開発が進められた。

## 地理・概要
武蔵野台地のほぼ中央に位置する一方、北西部には台地上に島のように浮かぶ狭山丘陵を含む。北西部の丘陵地域を除き市域の大半は平坦な土地である。江戸時代の初めに幕府の老中、松平伊豆守信綱が掘らせたことから「伊豆殿堀」とも呼ばれる野火止用水や、狭山丘陵から流れ出している柳瀬川支流、空堀川から水利を得て、畑作が盛んなところだった。
市域は東西5.878 km、南北5.240 km、面積は17.14平方キロメートルで多摩地域26市中14番目である。市制施行は東京都において13番目であり、推計人口10位、人口密度12位、歳入額14位など東京都の市においておおむね平均値ないしは中間値となる自治体である。
市内には、旧村名で大字でもあった久米川、野口、廻田、（南）秋津、恩多（大岱）が町名として残り、道路は市域が江戸時代尾張徳川家の鷹場であったことに由来する鷹の道などが残る。また現代的な幹線道路としては南北に府中街道、東西に新青梅街道（ともに往復4車線）が通じ、東村山市役所・東村山駅・久米川駅付近の野口橋で交差している。
市内初の鉄道は1894年（明治27年）12月21日の川越鉄道（現・西武国分寺線）久米川停車場（現・東村山駅）であり、以来2社8路線9駅が展開し、久米川駅が駅500m範囲の人口で多摩地区一位になるなど主に住宅地からなる都市となっている。
当市の出身者でコメディアン、芸人の志村けんの『東村山音頭』によって全国的に市名が知られることとなった。その中にも出てくる多摩湖（村山貯水池）は大部分が西隣の東大和市に所在しているが、新宿副都心開発により閉鎖された淀橋浄水場の代替地となった東村山浄水場はこの貯水池などを水源とし、都民が恩恵にあずかっている。

### 河川
市内を流れる川は荒川に注ぎ、多摩川に注ぐものはない。
- 空堀川 流路の変更（直線化）、川幅を広げる等の大規模な河川改修工事が完了し、その一部は親水公園となっている[5]。
- 柳瀬川（二瀬川）
- 前川
- 北川（後川）
- 出水川（不老川） 黒目川の支流
- 野火止用水（栄町内では西武線交差部付近以外暗渠化）
- 沢の堀

### 隣接する自治体
- 東 - 東京都東久留米市、清瀬市
- 北 - 埼玉県所沢市
- 西 - 東京都東大和市
- 南 - 東京都小平市

## 歴史
市域には旧石器時代からの遺跡が分布し、縄文時代には笹塚遺跡をはじめ縄文中期の集落遺跡が数多く分布し、縄文後晩期では下宅部遺跡の存在が知られる。弥生時代の遺跡は皆無で、古墳時代には後期集落は見られるものの、古墳の存在は無い。
律令制下では武蔵国多摩郡に属し、奈良・平安時代の遺跡では完形の瓦塔（東京国立博物館所蔵）が出土した東村山市No.2遺跡のほか、平安時代の池状遺構も見られる。古代には官道である東山道武蔵路の道筋が南北に比定されている。
平安後期には狭山丘陵に武蔵七党の村山党が進出し、一族は鎌倉幕府の御家人となった。鎌倉時代には鎌倉街道上道が通り、久米川宿を中心とする宿場として栄え、日蓮は佐渡島に流刑される際に当宿に宿泊している。鎌倉末期には武蔵野台地を舞台に新田義貞率いる倒幕軍と幕軍の間で一連の合戦が起こり、市域では久米川の戦いが起きている。また、幕府滅亡後に成立した建武の新政に対して北条氏残党が蜂起した中先代の乱における合戦も起こっている。戦国時代には相模国の戦国大名である後北条氏の領国に含まれ、後北条領国では川越街道が整備されたため、相対的に鎌倉街道の重要性は薄れる。
江戸時代は幕府直轄領となり、武蔵野台地の開拓が進む。また、尾張徳川家の設置した鷹場にも含まれる。明治維新後には野口村、廻田村、久米川村、南秋津村の各村は韮山県、次いで品川県の所属となり、1872年（明治5年）に神奈川県多摩郡の所属となった。1878年（明治11年）には郡区町村編制法により多摩郡北部が北多摩郡となり、1880年（明治13年）には埼玉県入間郡に属していた大岱村も北多摩郡に編入となった。
1889年4月1日の町村制施行の際に、北多摩郡野口村、廻田村、大岱村、久米川村、南秋津村が合併して東村山村（ひがしむらやまむら）となった。
1894年以来2社8線9駅の鉄道が市内に通じ、古道以来の交通の要衝だったところに、近代には周辺村からの人の流れと物資の集積地としての機能が発生した。鉄道開通による宅地化が進むなかで、現在の栄町一帯は西武新宿線開通後、東京都内の沿線では田無に次ぐ商業地域となっていく。
1942年4月1日に東村山町（ひがしむらやままち）となった。この段階では、東京府内の隣接自治体で最も早い町制だった。
1964年4月1日に東村山市となった。市制と同時に現在の各町が設置され、前後して富士見町に私立中学高校が複数開校した。1967年には新青梅街道、1973年には鉄道の武蔵野線が開通。ベッドタウンとして開発が進められ、都営住宅や団地、官公庁住宅の整備が行われ、現在の市の姿となる。

### 市名の由来
「東村山」の名称は、（村設置当時）いろいろ議論されたが、桓武平氏の流れをくみ、武蔵國武士としてこの地に拠を擁した村山党（武蔵七党の一党）の由来でもある武蔵国村山（狭山丘陵南麓付近）の地、その最東端にあたるため「東」を頭に冠し「東村山」と名付けたものという。村山の地名は狭山丘陵を見て群山（むれやま）、村山などと称したことによる。
東を冠する現存の市で、町村制施行時の村から同名のまま町制、市制施行したのは当市のみである（千葉県東金市は町村制施行時に町、山形県東根市は町制時に新設、その他市制施行時に東を冠した市とは命名事情が異なる）

## 人口
| |                                          |  |
| 東村山市と全国の年齢別人口分布（2005年） | 東村山市の年齢・男女別人口分布（2005年） |  |
| ■紫色 ― 東村山市 ■緑色 ― 日本全国 | ■青色 ― 男性 ■赤色 ― 女性                |  |
| 東村山市（に相当する地域）の人口の推移 \| 1970年（昭和45年） \| 96,545人 \| \| \| 1975年（昭和50年） \| 112,649人 \| \| \| 1980年（昭和55年） \| 119,363人 \| \| \| 1985年（昭和60年） \| 123,798人 \| \| \| 1990年（平成2年） \| 134,002人 \| \| \| 1995年（平成7年） \| 135,112人 \| \| \| 2000年（平成12年） \| 142,290人 \| \| \| 2005年（平成17年） \| 144,929人 \| \| \| 2010年（平成22年） \| 153,557人 \| \| \| 2015年（平成27年） \| 149,956人 \| \| \| 2020年（令和2年） \| 151,815人 \| \| |                                          |  |
| 総務省統計局 国勢調査より |                                          |  |
| 1970年（昭和45年） | 96,545人                                 |  |
| 1975年（昭和50年） | 112,649人                                |  |
| 1980年（昭和55年） | 119,363人                                |  |
| 1985年（昭和60年） | 123,798人                                |  |
| 1990年（平成2年） | 134,002人                                |  |
| 1995年（平成7年） | 135,112人                                |  |
| 2000年（平成12年） | 142,290人                                |  |
| 2005年（平成17年） | 144,929人                                |  |
| 2010年（平成22年） | 153,557人                                |  |
| 2015年（平成27年） | 149,956人                                |  |
| 2020年（令和2年） | 151,815人                                |  |

### 昼夜間人口
2005年に夜間人口（居住者）は144,402人である。市外からの通勤者と通学生および居住者のうちの市内に昼間残留する人口の合計である昼間人口は115,046人で昼は夜の0.797倍の人口で、夜間に比べて昼の人口は3万人弱ほど減る。昼間人口/夜間人口比が0.8以下の市は東京都区市部に5つしかなく、東村山市がオフィスや工場・学校が少なく住宅の多い都市であることが推察される。なお2010年及び2015年の国勢調査では昼間人口は0.8倍以上となっている。
通勤者・通学者で見ると市内から市外へ出る通勤者43,759人、市外から市内へ入る通勤者は18,471人と通勤者では市外へ出る通勤者のほうが多く、学生でも市内から市外に出る通学生は7,124人、市外から市内へ入る通学生は3,056人と学生でも昼は市外へ流出する人数のほうが多い。なお、国勢調査では年齢不詳の者が東京都だけで16万人おり、この項の昼夜間人口に関しては年齢不詳の人物は数字に入っていないので数字の間に若干の誤差は生じる。

## 地域

### 町名
東村山市では、住居表示に関する法律に基づく住居表示は実施していない。土地区画整理事業施行区域を含め、市制施行時(1964年10月1日)に13町を置き、その後地番を整理すること（町名地番整理）により住所整理が実施されている。

#### 東村山市役所管内
| 町名           | 地番整理実施年月日 | 町区域設定前の大字（町村制以前の村名） |
| -------------- | ------------------ | -------------------------------------- |
| 栄町一丁目     | 1968年5月1日       | 久米川・大岱                           |
| 栄町二丁目     | 1968年5月1日       | 久米川                                 |
| 栄町三丁目     | 1968年5月1日       | 久米川・野口                           |
| 本町一丁目     | 1969年9月1日       | 久米川・野口                           |
| 本町二丁目     | 1969年9月1日       | 久米川・野口                           |
| 本町三丁目     | 1969年9月1日       | 久米川                                 |
| 本町四丁目     | 1969年9月1日       | 久米川                                 |
| 美住町一丁目   | 1969年9月1日       | 野口・廻田                             |
| 美住町二丁目   | 1969年9月1日       | 野口・廻田                             |
| 富士見町一丁目 | 1969年9月1日       | 野口・廻田                             |
| 富士見町二丁目 | 1969年9月1日       | 廻田                                   |
| 富士見町三丁目 | 1969年9月1日       | 廻田                                   |
| 富士見町四丁目 | 1969年9月1日       | 廻田                                   |
| 富士見町五丁目 | 1969年9月1日       | 野口・廻田                             |
| 諏訪町一丁目   | 1970年9月1日       | 久米川・野口                           |
| 諏訪町二丁目   | 1970年9月1日       | 野口                                   |
| 諏訪町三丁目   | 1970年9月1日       | 野口                                   |
| 野口町一丁目   | 1970年9月1日       | 野口                                   |
| 野口町二丁目   | 1970年9月1日       | 野口                                   |
| 野口町三丁目   | 1970年9月1日       | 野口                                   |
| 野口町四丁目   | 1970年9月1日       | 野口                                   |
| 多摩湖町一丁目 | 1971年9月1日       | 廻田                                   |
| 多摩湖町二丁目 | 1971年9月1日       | 廻田                                   |
| 多摩湖町三丁目 | 1971年9月1日       | 廻田                                   |
| 多摩湖町四丁目 | 1971年9月1日       | 廻田                                   |
| 廻田町一丁目   | 1971年9月1日       | 廻田                                   |
| 廻田町二丁目   | 1971年9月1日       | 廻田                                   |
| 廻田町三丁目   | 1971年9月1日       | 廻田                                   |
| 廻田町四丁目   | 1971年9月1日       | 廻田                                   |
| 萩山町一丁目   | 1972年9月1日       | 野口                                   |
| 萩山町二丁目   | 1972年9月1日       | 久米川・野口・大岱                     |
| 萩山町三丁目   | 1972年9月1日       | 久米川・野口                           |
| 萩山町四丁目   | 1972年9月1日       | 久米川・大岱                           |
| 萩山町五丁目   | 1972年9月1日       | 久米川・大岱                           |
| 恩多町一丁目   | 1973年9月1日       | 久米川・大岱                           |
| 恩多町二丁目   | 1973年9月1日       | 久米川・大岱                           |
| 恩多町三丁目   | 1973年9月1日       | 久米川・大岱                           |
| 恩多町四丁目   | 1973年9月1日       | 久米川・大岱                           |
| 恩多町五丁目   | 1973年9月1日       | 久米川・大岱                           |
| 青葉町一丁目   | 1973年9月1日       | 久米川                                 |
| 青葉町二丁目   | 1973年9月1日       | 久米川                                 |
| 青葉町三丁目   | 1973年9月1日       | 南秋津                                 |
| 青葉町四丁目   | 1973年9月1日       | 南秋津                                 |
| 秋津町一丁目   | 1974年9月1日       | 南秋津                                 |
| 秋津町二丁目   | 1974年9月1日       | 南秋津                                 |
| 秋津町三丁目   | 1974年9月1日       | 久米川・南秋津                         |
| 秋津町四丁目   | 1974年9月1日       | 南秋津                                 |
| 秋津町五丁目   | 1974年9月1日       | 南秋津                                 |
| 久米川町一丁目 | 1974年9月1日       | 久米川                                 |
| 久米川町二丁目 | 1974年9月1日       | 久米川                                 |
| 久米川町三丁目 | 1974年9月1日       | 久米川                                 |
| 久米川町四丁目 | 1974年9月1日       | 久米川・野口                           |
| 久米川町五丁目 | 1974年9月1日       | 久米川・南秋津                         |

### 住宅団地
- 東京都住宅供給公社久米川駅東団地 - 昭和43年 : 東村山都市計画事業（一団地の住宅施設）
- グリーンタウン美住一番街 - 久米川団地の再開発
- 久米川団地（美住町、1958年）
- 南台団地（富士見町 1963年 現存 集約化）

### 郵便番号
- 189-00xx - 東村山郵便局管内　地域区分郵便局としては東京北部郵便局が担当

### 市外局番
当市の市外局番は042（国分寺MA）。

## 行政

### 市長
- 渡部尚（わたなべ たかし、2007年5月1日就任、5期目）
  - 副市長：荒井浩

- 1 町藤太（1889年6月〜1891年8月）
- 2 小島證作（1891年10月〜1903年12月）
- 3 桜井寅次郎（1904年3月〜1906年12月）
- 4 立川伊兵衛（1907年1月〜1909年7月）
- 5 當麻喜重（1909年8月〜1923年3月）
- 6 小山久蔵（1923年4月〜1932年12月）
- 7 榎本義道（1933年1月〜1938年6月）
- 8 嶋田憲三郎（1938年6月〜1942年3月）

#### 歴代町長
- 1 嶋田憲三郎（1942年4月〜1942年6月）
- 2 小池喜八（1942年9月〜1946年11月）
- 3 清水忠助（1947年4月〜1955年4月）
- 4 小山林平（1955年5月〜1964年3月）

#### 歴代市長
- 小山林平（1964年4月 - 1967年4月、1期。前東村山町長）
- 熊木令次（1967年5月 - 1983年4月、4期。前市助役。東村山市名誉市民）
- 市川一男（1983年5月 - 1995年4月、3期。前市助役、元市議）
- 細渕一男（1995年5月 - 2007年4月、3期。前市商工会長）

### 広域行政
- 多摩北部都市広域行政圏協議会
多摩地域北東部の西東京市、小平市、東久留米市、清瀬市および当市の5市で施設の相互利用、イベントの共同開催などを行っている。通称「多摩六都」。「六都」とは、合併して西東京市になる前の田無市、保谷市を含めたもので、名称は合併後も継承されている。西東京市内に多摩六都科学館を持つ。

- 東京都十一市競輪事業組合
八王子市、武蔵野市、青梅市、昭島市、調布市、町田市、小金井市、小平市、日野市、国分寺市および当市の11市で京王閣競輪を開催している。

- 東京都四市競艇事業組合
小平市、日野市、国分寺市および当市の4市で多摩川競艇を開催している。

- 昭和病院組合
清瀬市、小金井市、小平市、西東京市、東久留米市、東大和市および当市により組織され、小平市にある公立昭和病院を運営している。

### その他
- 当市は革新市政になったことはないものの、市役所では長らく市職労（自治労）の影響力が強く、公明党や日本共産党も強い地盤を持っている。このため、1990年代まで公務員のラスパイレス指数は非常に高く、東京都の日野市・武蔵野市・福生市・小金井市や大阪府箕面市・岸和田市などとともに全国自治体の最上位だった。高水準の給与は2000年代に入ると是正され、現在[いつ?]は平均的水準に抑えられている[11]。

## 議会

### 東京都議会
2025年東京都議会議員選挙
- 選挙区：北多摩第一選挙区（東村山市、東大和市、武蔵村山市）
- 定数：3人
- 任期：2025年7月23日 - 2029年7月22日
- 投票日：2025年6月22日
- 当日有権者数：252,888人
- 投票率：45.65％

| 候補者名   | 当落 | 年齢 | 所属党派           | 新旧別 | 得票数   |
| ---------- | ---- | ---- | ------------------ | ------ | -------- |
| 関野杜成   | 当   | 51   | 都民ファーストの会 | 現     | 29,895票 |
| 尾崎あや子 | 当   | 66   | 日本共産党         | 現     | 25,158票 |
| 高田清久   | 当   | 49   | 公明党             | 新     | 23,953票 |
| 土方桂     | 落   | 55   | 自由民主党         | 新     | 20,531票 |
| 石井正樹   | 落   | 64   | 再生の道           | 新     | 13,913票 |

2021年東京都議会議員選挙
- 選挙区：北多摩第一選挙区（東村山市、東大和市、武蔵村山市）
- 定数：3人
- 投票日：2021年7月4日
- 当日有権者数：254,911人
- 投票率：41.97%

| 候補者名   | 当落 | 年齢 | 党派名             | 新旧別 | 得票数   |
| ---------- | ---- | ---- | ------------------ | ------ | -------- |
| 谷村孝彦   | 当   | 58   | 公明党             | 現     | 29,386票 |
| 尾崎あや子 | 当   | 62   | 日本共産党         | 現     | 20,807票 |
| 関野杜成   | 当   | 47   | 都民ファーストの会 | 現     | 19,994票 |
| 北久保眞道 | 落   | 68   | 自由民主党         | 元     | 19,564票 |
| 鈴木恵美子 | 落   | 51   | 立憲民主党         | 新     | 15,385票 |

2017年東京都議会議員選挙
- 選挙区：北多摩第一選挙区（東村山市、東大和市、武蔵村山市）
- 定数：3人
- 投票日：2017年7月2日
- 当日有権者数：253,335人
- 投票率：52.42%

| 候補者名   | 当落 | 年齢 | 党派名             | 新旧別 | 得票数   |
| ---------- | ---- | ---- | ------------------ | ------ | -------- |
| 関野杜成   | 当   | 43   | 都民ファーストの会 | 新     | 39,492票 |
| 谷村孝彦   | 当   | 54   | 公明党             | 現     | 32,773票 |
| 尾崎あや子 | 当   | 58   | 日本共産党         | 現     | 23,500票 |
| 北久保眞道 | 落   | 64   | 自由民主党         | 現     | 22,415票 |
| 鈴木龍雄   | 落   | 48   | 民進党             | 新     | 11,166票 |
| 山内章明   | 落   | 64   | 無所属             | 新     | 1,521票  |

### 衆議院
- 選挙区：東京20区（東村山市・東大和市・清瀬市・東久留米市・武蔵村山市）
- 任期：2021年10月31日 - 2025年10月30日
- 投票日：2021年10月31日
- 当日有権者数：418,245人
- 投票率：56.77%

| 当落 | 候補者名   | 年齢 | 所属党派     | 新旧別 | 得票数    | 重複 |
| ---- | ---------- | ---- | ------------ | ------ | --------- | ---- |
| 当   | 木原誠二   | 51   | 自由民主党   | 前     | 121,621票 | ○    |
| 比当 | 宮本徹     | 49   | 日本共産党   | 前     | 66,516票  | ○    |
|      | 前田順一郎 | 46   | 日本維新の会 | 新     | 43,089票  | ○    |

## 自治体交流

### 国内
- 柏崎市（新潟県）
1976年スポーツ姉妹都市、1996年10月1日姉妹都市提携。柏崎市出身で東村山市の要職を務めたテニス選手・指導者の太田芳郎の尽力による[12]。

### 海外
- 米国・インディペンデンス市（ミズーリ州）
1978年姉妹都市提携。年に一度夏に交換派遣を行っている
- 中国・蘇州市
2004年11月13日に友好交流都市提携。1986年から民間レベルで交流を行ってきたが、日中国交正常化30周年を機に友好都市となる。

## 産業

### 農業
- 市制以前の主要な産業は畑作で、東京都内では有数のサツマイモの産地である。養蚕や東京狭山茶の産地として製茶、絹織物の生産も行われる。現在[いつ?]は茶に代わり植木・苗木や梨の生産が多くなっている。
- かつては立川市とならび東京うどの生産や麦作もあった。麦作の伝統により関東地方では少数派のうどん圏（武蔵野うどん）の一部を構成している。昭和30年代にはパン食の普及により小麦出荷で農協が財力を蓄えており、三橋美智也を起用して『東村山音頭』を作成できたとされる。

### 工業
- 山崎製パン東村山工場
- ポールスタア本社工場
- ニチレイバイオサイエンス開発センター・東村山物流センター
- 浅田飴村山工場
- サンフードジャパン東村山工場（いなげやの子会社。デイリー加工食品を製造）
- 保谷納豆東村山工場
- 日機装東村山製作所
- 新光東村山工場（ビームス本体企業の工場）

### 商業
駅および住宅地に隣接した商店街のほか、大規模商業店舗が一部の駅周辺にある。久米川駅西友の駅直結への反対や、新小平駅水没事故時迂回対策の秋津駅と新秋津駅の連絡通路建設反対による工事中止など、地元商店の保護に積極的である。市商工会が早期に、地名の入らないドメイン名の取得およびサイト開設を行っている。
市内商店会数は18、主要道路である府中街道は中央部の既存市街地を通過し、新青梅街道は沿道を小平霊園や東村山浄水場などが多く占めているなど幹線道路沿いの大規模店舗立地は少なく、15万人規模の都市にもかかわらずイオングループはウエルシア薬局とミニストップ1店舗のみ、ドンキホーテグループやファーストリテイリングの進出はない。
地域別構想において久米川駅の周辺を、市の「中心核」の位置づけのうち飲食業をはじめとする商業機能を中心とした都市機能を強化し、さらに魅力を高める取り組みを進めていくこととしている
インターネットの活用としては、2019年1月には市としてインスタグラムのアカウントを開設し、飲食・観光客誘致などを図る取り組みを始めた。

#### 金融機関
- りそな銀行東村山支店 - 市指定金融機関[16]

#### スーパー、ディスカウントストア
西友
- 久米川店

イトーヨーカドー
- 東村山店

ヨークフーズ
- 東村山店

コープみらい
- コープ東村山駅前店
- コープ東村山秋津町店

スーパーあまいけ
- 久米川店
- 萩山駅前店

いなげや
- 東村山市役所前店
- 東村山秋津店

オザム
- 美住町店
- ラーレ東村山店

さえき
- 秋津食品館

ビッグ・エー
- 東村山本町店
- 東村山青葉店
- 東村山栄町店
- 東村山野口町店

TAIRAYA
- 久米川八坂店

スーパーアルプス
- 東村山店

綿半スーパーセンター
- 東村山店

ジャパンミート
- 東村山店

コモディイイダ
- 東村山店

大東青果
- 東村山店

ロピア
- 東村山島忠ホームズ店

業務スーパー
- 東村山店

ジェーソン
- 東村山青葉町店

### 市内に本社を置く企業
- ポールスタア
- 銀河鉄道
- アドバンス - 居酒屋チェーン「一休」の運営会社
- マスターピース - 鉄道模型製作会社
- 日機装エイコー - 日機装子会社。汎用小型ポンプおよび水処理用ろ過装置の製造および販売
- ロンド・スポーツ - スポーツクラブ運営。東大和市スポーツ施設指定管理者で同市施設のネーミングライツパートナー
- 東京四季出版 - 月間俳句四季の版元
- エイト楽器 - ヤマハ音楽教室を展開する企業の一つ
- 豊島屋酒造 - 東京都に残る清酒醸造元の一つ

## 施設
在来の東村山駅を中心とする旧市街地と久米川駅を中心とする新市街地の構成に対し、計画的に結び付け町の発展をうながすべく1954年から（現本町一丁目および四丁目）に官公庁用地約1万坪を確保した。1958年に市役所を現在地に建設。官公署街となった。東村山市立中央図書館・国税庁東村山税務署・東京消防庁東村山消防署本町出張所（旧本署）・警視庁東村山警察署・NTT東村山局舎・東村山法人会・東村山市医師会・JA東京みらい東村山支店（旧東村山市農業協同組合）等が立地している。

### 消防
管轄地域は市域に等しい。同署は東京消防庁第八消防方面本部の隷下にある。消防は市町村の責任業務であるが、多摩地域のほとんどの市町村は東京消防庁へ消防業務を委託しており、当市もそれに倣っている。
- 東京消防庁東村山消防署 化学機動中隊・はしご隊1・指揮隊1・救急隊1
  - 秋津出張所 ポンプ隊1・救急隊1
  - 本町出張所 特別消火中隊・救急隊1

### 警察
警視庁東村山警察署
- 八坂交番
- 廻田駐在所
- 久米川駅前交番
- 久米川駐在所
- 東村山駅前交番
- 秋津駅前交番（所在地は清瀬市だが、東村山市の一部地域を管轄）
- 青葉駐在所
- 秋津三丁目交番
- 萩山駐在所

### 水道（東京都水道局）
- 東村山浄水場

### 国の機関
- 東京国税局東村山税務署
- 立川公共職業安定所東村山就職情報室
- 国立療養所多磨全生園
- 国立ハンセン病資料館

### 病院
二次救急対応
- 久米川病院
- 東京都保健医療公社多摩北部医療センター
- 新山手病院

ベッドタウン開発が着手される前は、農家と富豪の邸宅が若干存在していたことを除き、全域が雑木林で占められていたため、その土地柄を活かして結核患者を対象とした診療所が多く点在していた。このうち、八国山緑地の麓にあった診療所は『となりのトトロ』作中にも出てきている。なお、現在市内に存在する総合病院は、全てその診療所の跡地に建設されている。

### 公園・緑地
- 北山公園（民家園・菖蒲園） - 放火により古民家は焼失し、跡地は八国山たいけんの里となっている。
- 狭山公園
- 八国山緑地
- 淵の森

### 霊園
- 小平霊園[注釈 3][17]

## 教育

### 幼稚園

#### 私立幼稚園
- 久米川幼稚園
- 暁星幼稚園
- 精心幼稚園
- 多摩みどり幼稚園
- まりあ幼稚園
- 南台幼稚園
- 美住幼稚園
- 麻の実幼稚園

#### 認定こども園
- 秋津幼稚園
- 東村山むさしの幼稚園
- しらぎく幼稚園

保育園は児童福祉施設のためこの項ではないが、当市は東京都で2019年に対前年の待機児童数の増加が87人と最大の増加を示した自治体である。

### 小学校
市立
- 化成小学校
- 回田小学校
- 大岱小学校
- 秋津小学校
- 八坂小学校
- 萩山小学校
- 南台小学校
- 久米川小学校

- 東萩山小学校
- 青葉小学校
- 北山小学校
- 秋津東小学校
- 野火止小学校
- 久米川東小学校
- 富士見小学校

### 中学校
市立
- 東村山市立東村山第一中学校
- 東村山市立東村山第二中学校
- 東村山市立東村山第三中学校
  - 萩山分校（東京都立萩山実務学校内）
- 東村山市立東村山第四中学校
- 東村山市立東村山第五中学校
- 東村山市立東村山第六中学校
- 東村山市立東村山第七中学校

私立
- 日本体育大学桜華中学校（※中高併設）
- 明治学院中学校（※中高併設）
- 明法中学校（※中高併設）

### 高等学校
都立
- 東京都立東村山高等学校
- 東京都立東村山西高等学校

私立
- 日本体育大学桜華高等学校（※中高併設）
- 明治学院東村山高等学校（※中高併設）
- 明法高等学校（※中高併設）

### 専修学校
- 国立療養所多磨全生園附属看護学校

### 文部科学省認可外の教育施設
- 東京聖書学院

## 交通
公共交通空白地域の設定は鉄道駅から600m以上かつバス停から300m以上離れた地域、公共交通不便地域としてバスの運行本数が1時間1本未満のバス停から300m以内の地域としており、 2018年コミュニティバスガイドライン更新時点（ところバス乗り入れ実証実験前の段階）での該当地域は3.7平方キロメートル（市域の21%）・2.7万人（人口の17%）である

### 鉄道

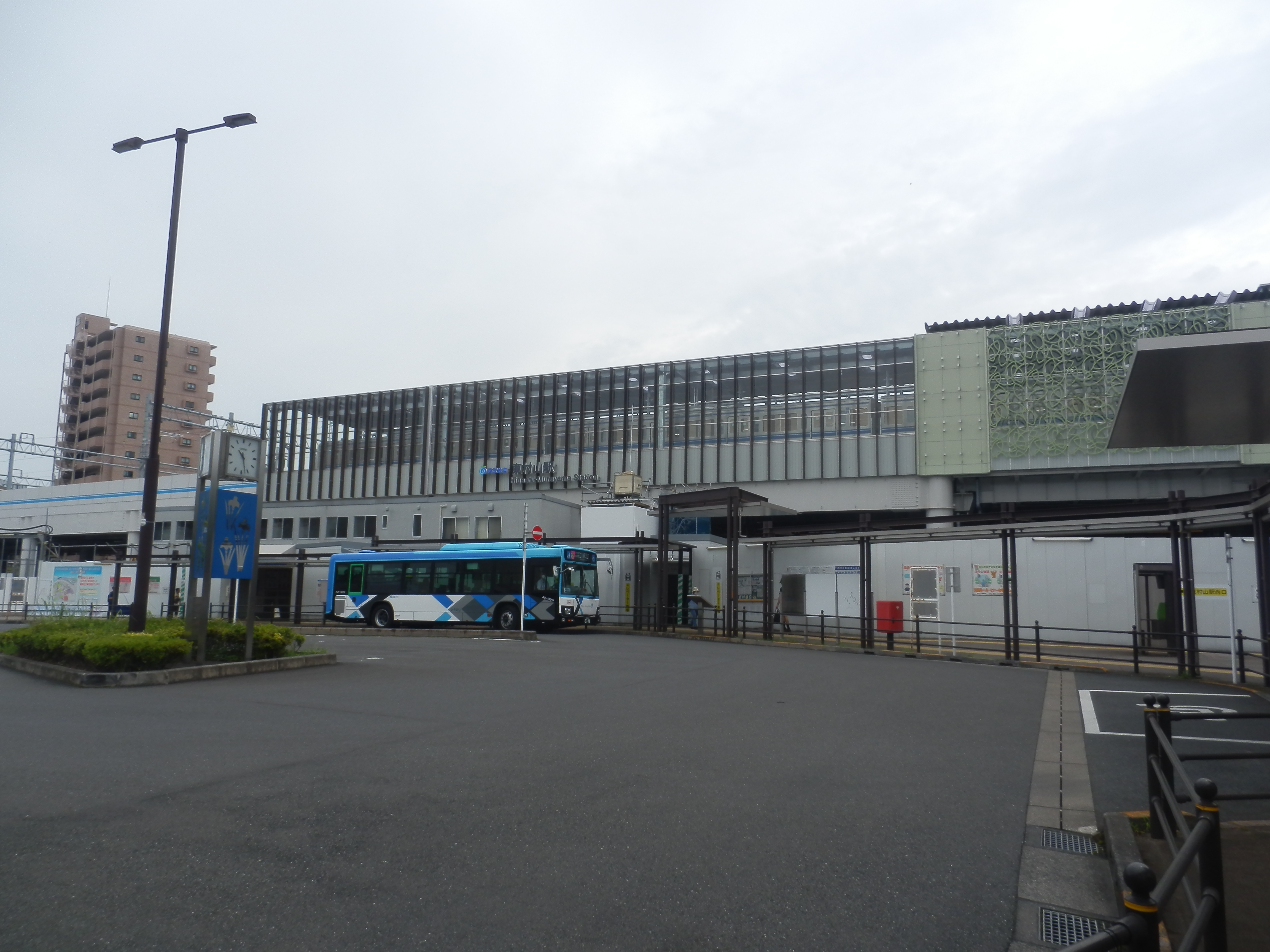
東村山駅

西武鉄道とJR東日本あわせ8路線が通っている。東村山駅は乗換え駅となっている。2014年から高架化工事が行われている 。

東日本旅客鉄道（JR東日本）
 武蔵野線
- - 新秋津駅 -

西武鉄道
新宿線
- - 東村山駅 - 久米川駅 -

拝島線
- - 萩山駅 -

国分寺線
- - 東村山駅

多摩湖線
- - 萩山駅 - 八坂駅 - 武蔵大和駅 - 多摩湖駅

池袋線
- - 秋津駅 -

西武園線
- 東村山駅 - 西武園駅（全線市内）

 山口線
- - 多摩湖駅

- 上記市内にある駅のほか、市境付近には西武新宿線と拝島線の分岐駅である小平駅（小平市）がある。地域により所沢駅（埼玉県所沢市）および小川駅（小平市）も最寄となる。西武新宿線高田馬場駅まで東村山駅・萩山駅および久米川駅（小平駅で拝島ライナー乗り換え）利用で最短21分、西武池袋線池袋駅まで秋津駅利用で最短23分である（ひばりヶ丘駅で急行乗り換え）。

### バス

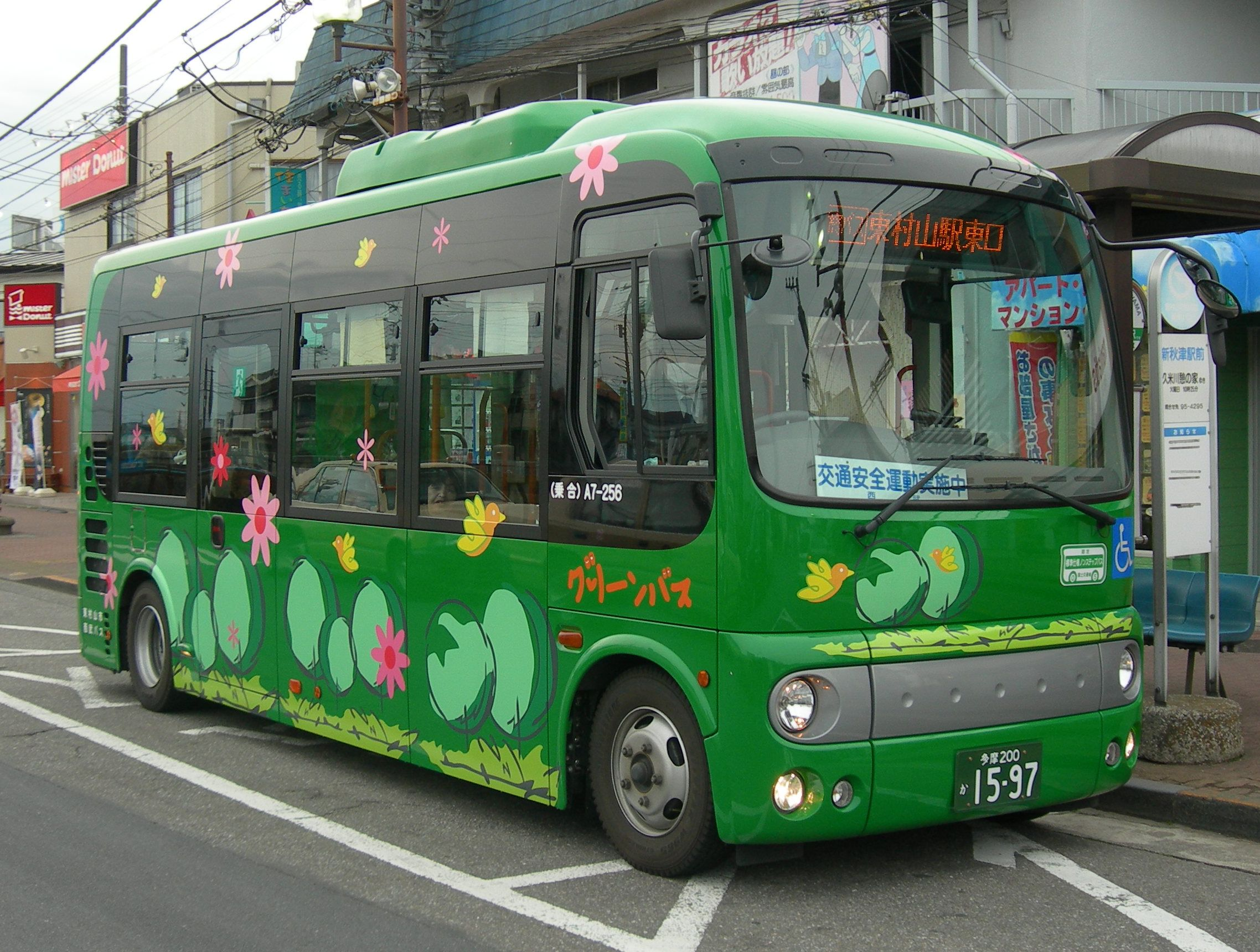
グリーンバス（西武バス）

市内の公共交通空白地域対策にコミュニティバス「グリーンバス」を運行している。また東京都シルバーパスの利用は市内では西武バスのみ。当市内での発行は西武バス久米川駅案内所の営業終了に伴い、東村山市シルバー人材センターの扱いとなった。
- 西武バス
  - 久米川駅から恩多町・青葉町方面清瀬駅や新秋津駅、所沢駅へ、また八坂駅を通り富士見町方面東大和市駅・立川駅へ。
  - 東村山駅から野口町・廻田町方面東大和市駅・立川駅へ。
  - 東久留米市境の野火止用水沿いを清瀬駅と花小金井駅を結ぶ路線が通る。
- 銀河鉄道
  - 東村山駅から恩多町・青葉町から柳泉園グランドパーク（東久留米市）へ循環路線。
  - 富士見町の明治学院・桜華女学院・明法中学・高等学校から小川駅を経由して新小平駅を結ぶ路線が通る。※休止中

- コミュニティバス「グリーンバス」
  - 開設当初は西武バスと銀河鉄道の2社による運行だったが、消費税8%化の値上げの際にPASMOを導入することになる。その際に銀河鉄道バスが撤退し、西武バスのみの1社運行になり、現在[いつ?]に至る。東村山駅東口発は新秋津方面（多摩北部医療センター止まりの折り返しと交互運転）と久米川町循環の2路線、東村山駅西口発は諏訪町循環と東村山消防署・美住町経由久米川駅方面の4方向への運行がされている。

- 所沢市内循環バス「ところバス」（コミュニティバス）
  - 当市と埼玉県所沢市の間での協議により、2018年10月1日より南路線（吾妻循環）が西武遊園地駅（現:多摩湖駅）〜西武園駅付近の区間を東村山市内を組み込むような形での路線設定となっていた。実証運行の結果が芳しくなくったことから、所沢市との協議の結果、2020年3月末をもって西武園駅〜西武遊園地駅（現:多摩湖駅）の東村山市域乗り入れが廃止となることが決定し[22]、市域への乗り入れを終了した。

### 道路
主要な幹線道路として、新青梅街道（東京都道5号新宿青梅線）及び府中街道（東京都道16号立川所沢線）がともに往復4車線で供用されており、新宿・青梅・府中・所沢の東西南北4方面へのアクセスが確保され、道路交通による都市間移動は主にこの2つが担っている。
主要な市道としては、「さくら通り」が当市の "シンボル道路" と称して東村山駅・府中街道方面と新秋津駅・所沢街道方面とを結ぶ形で整備されている。（東村山3・4・27号東村山駅秋津線として、将来的には西武池袋線秋津駅まで駅前ロータリー等含め整備予定）
市内に国道、高速道路および自動車専用道路は通っていない。国立市の国立府中インターチェンジ（中央自動車道）および埼玉県所沢市の所沢インターチェンジ（関越自動車道）が最寄り、ともに市役所から走行距離で約11km。また、首都圏中央連絡自動車道へのアクセス向上として、所沢市内で事業中の飯能所沢線を当市内に延伸させる都市計画が存在する（第四次事業化計画における優先整備路線）。さらに構想として、地域高規格道路である多摩新宿線が新青梅街道に並行する形で市内を通るルート案が存在する。
都道府県道
- 主要地方道
  - 東京都道4号東京所沢線（所沢街道）
  - 東京都道5号新宿青梅線（新青梅街道）
  - 東京都道16号立川所沢線（府中街道）
  - 東京都道17号所沢府中線（府中街道、東京都道16号立川所沢線と重複）
  - 東京都道40号さいたま東村山線（志木街道）

- 一般都道
  - 東京都道127号秋津停車場線
  - 東京都道128号東村山東大和線（旧志木街道、廻田街道）
  - 東京都道129号東村山東久留米線
  - 東京都道226号東村山清瀬線（恩多街道）
  - 東京都道253号保谷狭山自然公園自転車道線（多摩湖自転車歩行者道）

## 文化財
2020年現在、市内には国宝が1件、国の重要文化財が2件、東京都指定文化財が3件、市指定文化財が37件存在する。

### 国指定

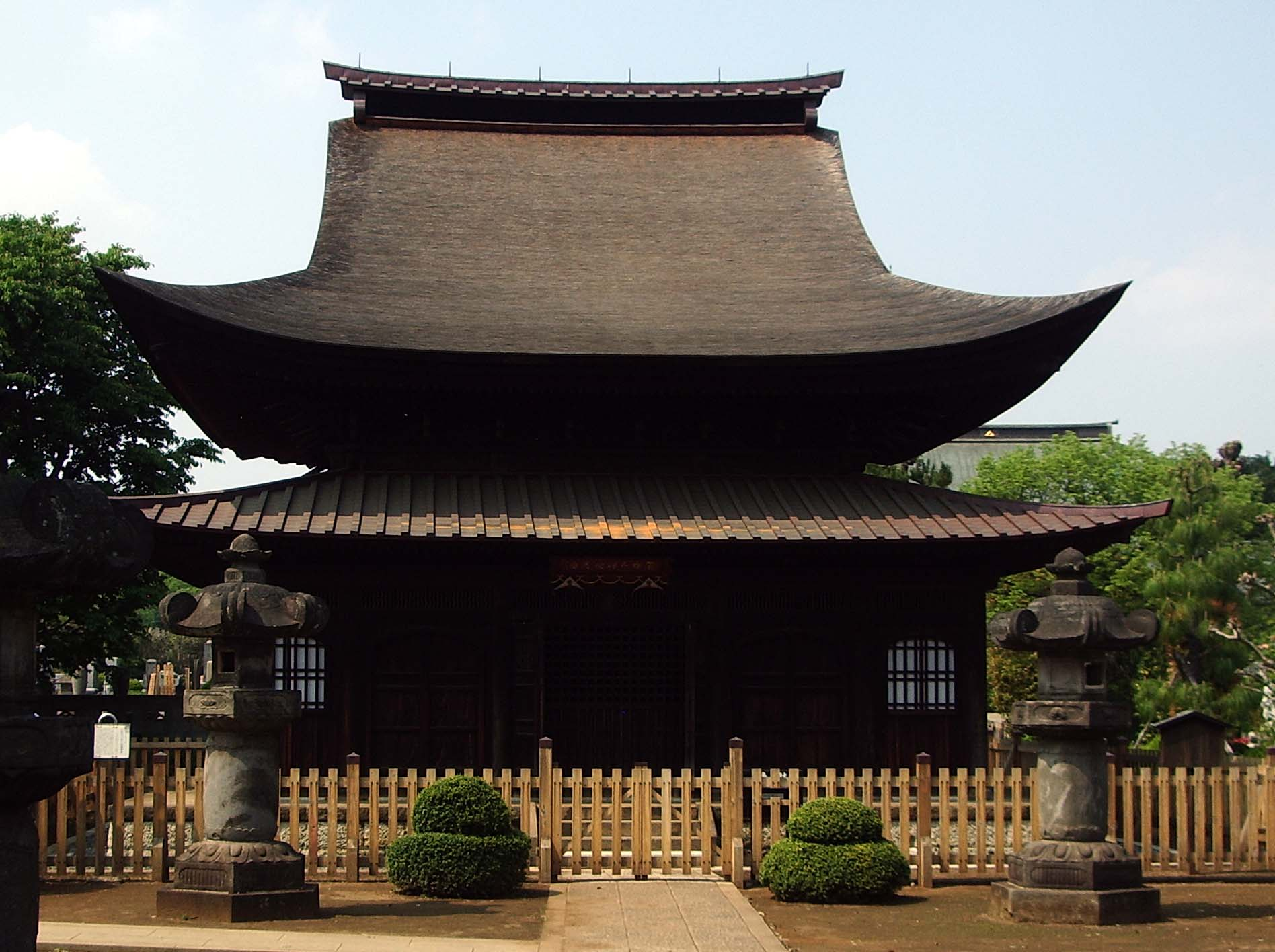
国宝・正福寺千体地蔵堂

- 正福寺 - 千体地蔵堂は多摩地区で唯一の国宝建造物。円覚寺舎利殿とほぼ同一の規模・様式で禅宗様（唐様）建築の代表的遺構。1928年（昭和3年）4月4日に当時の古社寺保存法に基づき特別保護建造物に指定、1952年（昭和27年）3月29日、文化財保護法に基づく国宝に指定された。
- 板碑 元弘三年斎藤盛貞等戦死供養碑 - 国の重要文化財。徳蔵寺・板碑保存館に保管される。1914年（大正3年）8月25日指定。
- 東京都下宅部遺跡出土品 一括 - 国の重要文化財。東村山ふるさと歴史館保管。2020年9月30日指定[26]。

### 都指定

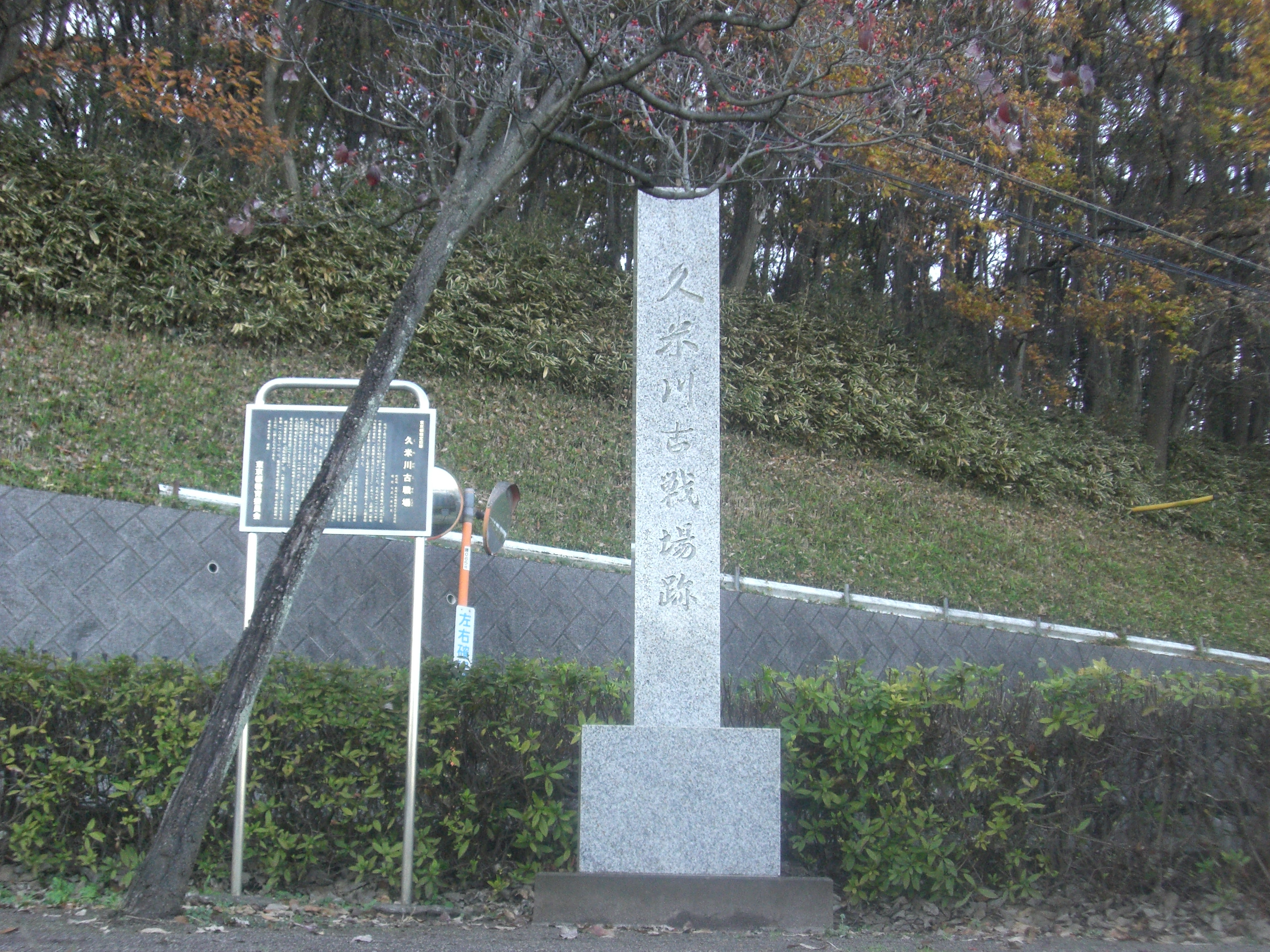
久米川古戦場碑

- 下宅部遺跡 - 2015年（平成27年）3月16日都指定史跡。
- 久米川古戦場 - 1952年（昭和27年）4月1日都指定史跡、1955年（昭和30年）3月28日都指定旧跡。
- 梅岩寺ケヤキ - 1965年（昭和40年）3月31日都指定天然記念物。

### 市指定
- 浅間塚・境塚
- 鎌倉古街道
- 久米川の富士塚（熊野神社）
- 東京陸軍少年通信兵学校跡地

など。

### 遺跡
上述した下宅部遺跡を含め、市内では148か所の遺跡が確認されている。主に空堀川より北部に集中している。
| - 宅部山遺跡 - 日向北遺跡 - 中の割（日向）遺跡 - 徳蔵寺（野口）遺跡 - 鍛冶谷ッ遺跡 | - 正福寺遺跡 - 弁天池北遺跡 - 下沢遺跡 - 笹塚（秋津原方）遺跡 | - 秋津神社遺跡 - 熊野神社遺跡 - 野行南遺跡 - 下大沼田遺跡 |

など。

## 観光

### 名所旧跡等
- ライシャワー記念館
- 平和観音
- 秋津神社
- 八坂神社

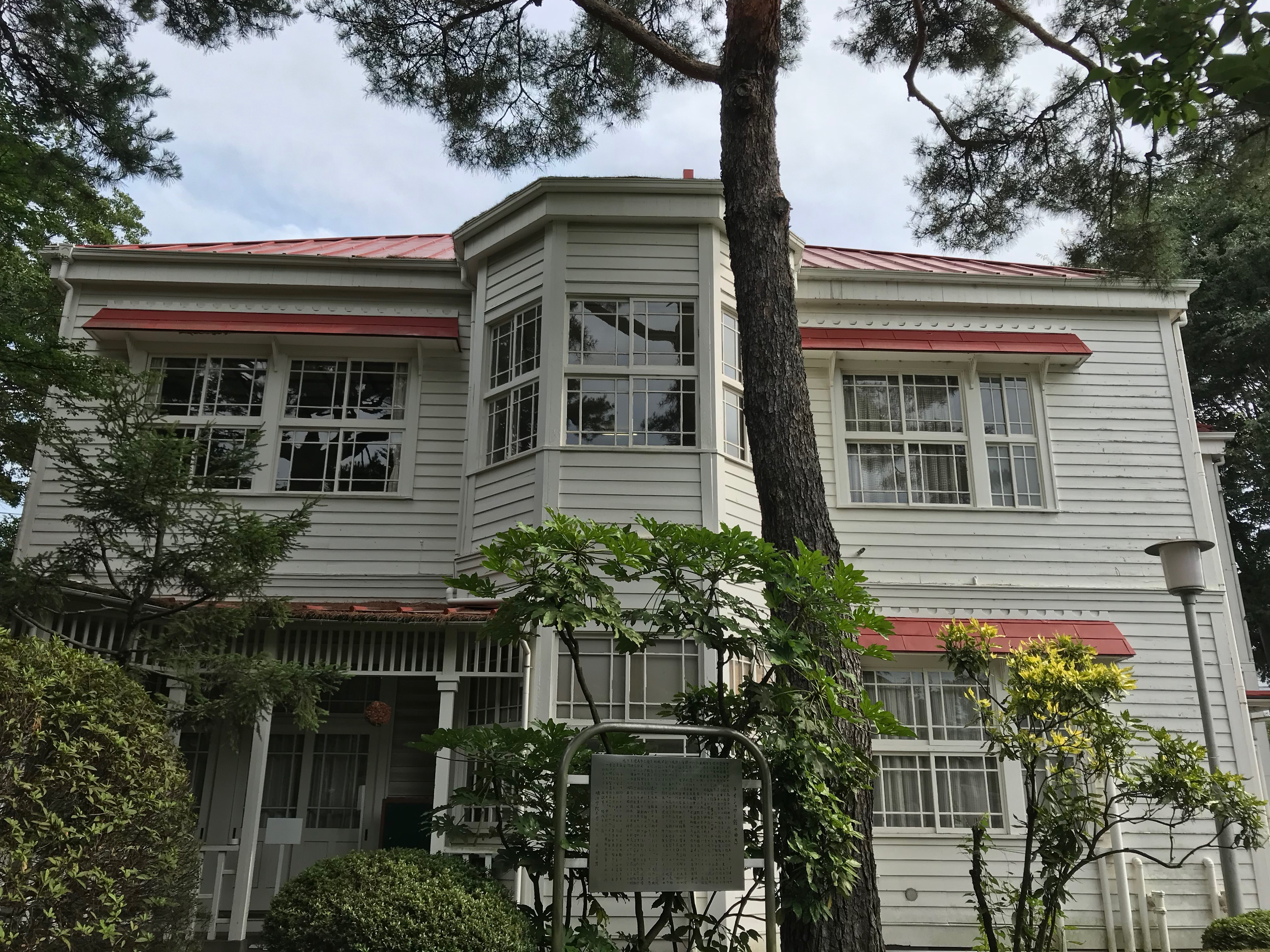
ライシャワー記念館

- 悲田処 - 市内にあったという説がある。比定地には市内のいくつかの地域が挙げられており、跡地の確定には至っていない。

### 祭・イベント
- 菖蒲祭り - 北山公園、毎年6月の第1土曜〜第3日曜
- 久米川阿波踊り - 毎年8月
- 八坂神社例大祭 - 八坂神社、毎年7月15日直前の土曜 - 日曜

## 著名な出身者・ゆかりのある人物

### 芸能
| 志村けんの木（2020年8月11日） |  | 志村本人の直筆とサインが入った看板 |  | 志村けんの像 |
| 志村けんの木（2020年8月11日） |  | 志村本人の直筆とサインが入った看板 |  | 志村けんの像 |

- 志村けん - コメディアン、お笑いタレント、司会者、俳優、放送作家、ザ・ドリフターズのメンバー、位置はギターとキーボード。（東村山市名誉市民[28]）
  - 東村山音頭など、テレビの娯楽番組（『8時だョ!全員集合』『ドリフ大爆笑』等）で当市を全国に宣伝した功績で1976年（昭和51年）に感謝状を授与された。
  - 東村山市商工会は志村けんにちなみ、会の愛称を「あい〜ん」にしている。
  - 市内の和菓子店「餅萬」（社長が志村の小学校時代の同級生）では、志村けんにちなむ「だいじょぶだァー饅頭」「だいじょぶだァーどら焼き」「だっふんだァー饅頭」「だっふんだァーどら焼き」を販売している。
  - 東村山駅東口には通称「志村けんの木」（ケヤキ）が植えられている。2020年（令和2年）3月29日に志村が新型コロナウイルス感染症に伴う肺炎で死去した際には、多くのファンが献花に訪れた。また、台湾や中国[29]、イギリスのBBC、アメリカ合衆国のCNN[30]などの海外のニュース番組で速報で放送された。その際、志村けんは日本のロビン・ウィリアムズのような即興のスキルの人物だったと記載した[31]。
  - 東村山市議会は2020年6月25日、志村を名誉市民に選定する議案に同意。遺族（長兄夫妻、次兄夫妻）に称号記を代理授与した。志村の死後、同市のホームページには追悼メッセージが約2万2千件届き、「志村さんを名誉市民に」「記念碑を作ってほしい」といった声が多く寄せられていた。市は6月23日に議案を提出していた[28]。
- 美山加恋 - 女優・声優
- 相田翔子 - タレント、元Wink
- フィンガー5 - アイドルグループ（出生地は沖縄県具志川市（現うるま市））
- 杉浦幸 - タレント・女優
- 中谷美紀 - 女優・歌手
- 矢部太郎（カラテカ） - お笑い芸人
- 浅見れいな - タレント
- 竹下景子 - 女優、タレント（5歳から10歳まで。出生地は愛知県名古屋市）
- 角田英介 - 俳優
- 原田泰造 - お笑い芸人、ネプチューンの一人（生まれは広島県広島市だが、中学校3年生から当市に住む）
- 早瀬優香子 - 女優・歌手
- 松林菜々見 - タレント
- 橘花梨 -アイドル、女優
- 日本エレキテル連合 - お笑い芸人（2人とも志村けんのファンであり、その縁で当市に住んでいる）
- 中村涼子 - お笑い芸人（出生地は福岡県、その後新潟県長岡市で育ったが、小学校6年生時から当市に住んでいた）
- 柳亭こみち - 落語家
- 三遊亭兼太郎 - 落語家
- ユージ - タレント、ファッションモデル
- 晋平太 - 当市在住のヒップホップMC
- 所ジョージ - 父親が東村山出身、父方の従兄弟が東村山出身で志村けんの小学校時代の同級生。
- 薬師寺容子 − 元アイドル
- 藤沢泉美 - アイドル、SAY-LA[32]

### マスコミ
- 三富健也 - 福島中央テレビアナウンサー
- 高橋裕 - 山口放送アナウンサー
- 栗原由佳 - フリーアナウンサー（出身地は群馬県高崎市）
- 田名網駿一 - 熊本放送アナウンサー

### 文化・学芸
- 清水市代 - 将棋の女流棋士
- 小池喜孝 - 歴史研究者
- 打越鋼太郎 - ゲームクリエイター 、シナリオライター
- 青木鈴翁 - 尺八琴古流奏者
- 高田礼人 - ウイルス学者
- 永井聡 - CMディレクター、映画監督
- 大木裕之 - 映像作家、現代美術家
- 石田汗太 - 新聞記者
- 清水清一朗 - 前衆議院議員
- 寺本卓也 - 気象予報士

### スポーツ
バレーボール選手
- 斎藤春枝 - 日本の元女子バレーボール選手。全日本代表としての主な国際大会出場歴。1970年 ユニバーシアードトリノ大会で準優勝に貢献。1974年世界選手権において金メダルを獲得。1974年 第7回 日本リーグ レシーブ賞。1975年 第8回 日本リーグ レシーブ賞、ベスト6。
- 丸山由美（江上由美） - 女子バレーボール選手　ロサンゼルス五輪銅メダル・ソウル五輪4位
- 山村宏太 - バレーボール全日本選手、サントリー・サンバーズ所属

女子サッカー選手
- 薊理絵 - 女子サッカー選手、ちふれASエルフェン埼玉

女子アイスホッケー選手
- 床亜矢可 - 女子アイスホッケー選手
- 床秦留可 - 女子アイスホッケー選手

プロサッカー選手
- 小林祐希 - プロサッカー選手、SCヘーレンフェーン
- 三國スティビアエブス - プロサッカー選手、水戸ホーリーホック
- 三國ケネディエブス - プロサッカー選手、アビスパ福岡　スティビアエブスの弟
- 坂元達裕 - プロサッカー選手、セレッソ大阪

男子テニス選手
- 太田芳郎 - 戦前に活躍したテニス選手。戦後は当市に居住（出身は新潟県柏崎市）、市教育委員会委員長・東村山市体育協会会長。東村山市名誉市民第1号[33]。

男子バドミントン選手
- 佐藤翔治 - バドミントン選手

プロ野球選手
- 鳥谷敬 - 元プロ野球選手
- 鷹野史寿 - 元プロ野球選手
- 熊崎愛 - 元プロ野球選手、埼玉県警察警察官
- オコエ瑠偉 - 読売ジャイアンツ所属
- 栗山英樹 - 元プロ野球選手、現役時代より当市に在住[34]（出身は小平市）
- 江藤智 - 元プロ野球選手、東村山リトルシニア出身（出身は東大和市）
- 小島心二郎 - 元プロ野球選手、東村山リトルシニア出身（出身は小平市）
- 鈴木昂平 - 元プロ野球選手、東村山リトルシニア出身（出身は武蔵村山市）
- 菊池涼介 - 広島東洋カープ所属、帰省先が当市[35]（出身は東大和市）

陸上選手
- ウォルシュ・ジュリアン - 陸上選手

大相撲
- 黒瀬川國行 - 大相撲元小結、元年寄桐山親方
- 羽出山将

その他
- 下島裕司 - プロレスラー
- 村山明 - 元競馬騎手、現調教師
- 安食雄二 - サーファー、パティシエ

### 名誉市民
- 太田芳郎 - 1991年認定
- 熊木令次 - 2004年認定
- 志村けん - 2020年認定

## 当市を舞台とする作品
- 映画『となりのトトロ』（宮崎駿） - 舞台は八国山緑地とかつて結核療養所だった新山手病院と東京白十字病院がモデルとなった。東京白十字病院には1970年頃まで、メイとサツキの家によく似た和洋折衷の建物が集会室として使われていた。
- アニメ『風人物語』（大鳥南、西村純二） - 物語中、東村山駅が登場する。
- 漫画『ケロロ軍曹』（吉崎観音） - 5巻45話にて、東村山市をモデルとした「南村山市」が登場する。
- 人形劇『八国山のくぬぎばんば』 - 八国山が舞台の創作民話（地元劇団:人形劇団ポポロが制作上演）
- 漫画『20世紀少年』（浦沢直樹） - 物語中、共同体の名として「東村山」が登場する。
- 映画『感染列島』（瀬々敬久） - ゴーストタウン化した街を市内の多摩湖町と西武園ゆうえんちで撮影された。
- 『あん』（ドリアン助川）
  - 小説 - 市内のどら焼き屋と多摩全生園が舞台。
  - オーディオドラマ（山本雄史） - 出演：西田敏行、竹下景子、NHKラジオ第1「新日曜名作座」、2014年2月23日〜3月30日[36]。
  - 映画（河瀬直美） - 出演：樹木希林、永瀬正敏他、2015年、第68回カンヌ国際映画祭出品作品[37]。
- アニメ『女子高生の無駄づかい』（ビーノ） - 八坂駅が名称そのままで描写されており、その他市内近傍を舞台としている。2022年には市の後援による聖地巡礼スタンプラリーを実施[38]
- 漫画『ぼくのお父さん』（矢部太郎） - 矢部の少年時代を描いた漫画で、舞台が矢部出身の当市である。狭山公園や八国山、西武遊園地などが登場する。

## 観光キャラクター

ひがっしー

- ひがっしー（市公式キャラクターとして活用[39]）
- しょうちゃん（菖蒲まつりキャラクター/東村山市商工会）
- ぽんたくん（東村山市社会福祉協議会イメージキャラクター）
- よしくん（黒焼きそば食べあるきキャンペーンキャラクター/ポールスタア）